# Borbély László (újságíró, 1942)
Borbély László (Rigmány, 1942. október 17.) erdélyi újságíró, főszerkesztő.

## Életútja
Iskoláit Nyárádszeredában és Erdőszentgyörgyön végezte. Kolozsváron magyartanári képesítést szerzett 1965-ben. Az egyetemen látogatta  Balogh Edgár újságírói kurzusát is. Az egyetem elvégzése után feleségével Csíkszentimrén helyezkedtek el.
Amikor 1968-ban, a megyésítés után megalakultak a megyei lapok, jelentkezett a Hargita című lapnál, ahol 1989-ig dolgozott, majd ugyanott folytatta az újonnan alakult Hargita Népénél, amelynek főszerkesztője volt 1990 és 2004 között.